# El hijo del cura
El hijo del cura es una película de comedia española, dirigida por Mariano Ozores, protagonizada por Fernando Esteso, Juanito Navarro, Antonio Ozores y José Sazatornil, que fue estrenada el 17 de septiembre de 1982.

## Argumento
Matilde (Adriana Ozores) es la hija de Agapito Fernández (Juanito Navarro), el alcalde comunista de una pequeña población de la costa levantina española, Villamar (Peñíscola). En una aventura con el hijo del médico conservador, "y delegado local de Alianza Popular" Don Santiago (José Sazatornil), Matilde se queda embarazada. Para evitar problemas, anuncia que el niño es del sacerdote del pueblo, Don Justo (Fernando Esteso) e impide que éste revele la verdad, cuando reconoce su desliz en confesión. Don Justo, presionado por el obispo (Antonio Ozores), se ve obligado a colgar los hábitos. Sin embargo, tras muchas peripecias, la verdad saldrá a relucir.
La película tuvo una secuela titulada "El cura ya tiene hijo" estrenada el 21 de mayo de 1984, dirigida por Mariano Ozores y protagonizada de nuevo en los papeles principales por Fernando Esteso, Antonio Ozores, Juanito Navarro y Adriana Ozores.

## Reparto
| Intérprete          | Personaje                      |
| ------------------- | ------------------------------ |
| Fernando Esteso     | Don Justo - el cura            |
| Juanito Navarro     | Agapito Fernández - el alcalde |
| Adriana Ozores      | Matilde - hija de Agapito      |
| Mari Carmen Prendes | Ágata - la madre abadesa       |
| Nadine Rochex       | Florinda                       |
| Beatriz Escudero    | Violeta                        |
| Francisco Camoiras  | Dionisio - el quisquilla       |
| Luisa Armenteros    | Amalia                         |
| Florinda Chico      | La Hermana Clara               |
| Antonio Ozores      | Ludovico - el obispo           |
| José Sazatornil     | Santiago - el médico           |
| Carmen Casal        | Mujer de Agapito               |
| Luis Lorenzo        | Joven cliente del burdel       |
| Tomás Gayo          | Carlitos                       |
| Emilio Fornet       | Anciano cliente del burdel     |
| Adrián Ortega       | Concejal                       |
| Herminia Tejela     | Mujer agredida                 |
| Alexia Loreto       | Enfermera                      |
| Maika Grey          | Prostituta                     |
| Ángel Luis Yusta    | Secretario del Obispo          |
| Andrés Pajares      | Padre Redford                  |

## ¿Dónde se rodó?
Peníscola, Castellón

Madrid
- Datos: Q5825187